# Esteban Medina Ojeda
Esteban Medina Ojeda (6 de enero de 1983) es un deportista español que compite en piragüismo en la modalidad de kayak de mar. Ganó dos medallas en el Campeonato Europeo de Piragüismo en Kayak de Mar, oro en 2018 y bronce en 2021.

## Palmarés internacional
| Campeonato Europeo | Campeonato Europeo   | Campeonato Europeo | Campeonato Europeo |
| Año                | Lugar                | Medalla            | Competición        |
| ------------------ | -------------------- | ------------------ | ------------------ |
| 2018               | Villajoyosa (España) | Medalla de oro     | K1                 |
| 2021               | Cherbourg (Francia)  | Medalla de bronce  | K1                 |